# Bombus balteatus
Bombus balteatus là một loài Hymenoptera trong họ Apidae. Loài này được Dahlbom mô tả khoa học năm 1832.

## Phạm vi và phân bố
Loài này được tìm thấy ở Phần Lan, miền bắc Thụy Điển, Nga, và Bắc Mỹ từ vùng cực Alaska, Canada và các dãy núi ở Hoa Kỳ như Sierra Nevada và dãy núi Trắng xuống phía nam New Mexico. Môi trường sống ưa thích của chúng bao gồm các khu vực có độ cao ở phương bắc, và chúng thường được tìm thấy ở độ cao cao hơn so với đường giới hạn cây gỗ. Bombus balteatus thường sống chủ yếu trên các loài thực vật Castilleja, Chrysothammnus, và Mertensia. Một số quần thể ong, bao gồm quần thể trên dãy núi Rocky, cụ thể là Núi Evans, Núi Niwot và Núi Pennsylvania đã suy giảm trong thế kỷ 21.

## Hình thái học
Bombus balteatus là một loài ong có lưỡi dài. Thông thường chiều dài lưỡi dài bằng hai phần ba hoặc hơn so với chiều dài của cơ thể. Tính năng hình thái học này cho phép chúng chuyên hút mật trên các loài hoa cánh dài. Ở Bắc Mỹ, ong thợ có thể được xác định bằng một mẫu bụng màu đen đặc biệt và thân hình cường tráng.

## Hệ thống
Các loài có liên quan chặt chẽ với loài này là Bombus hyperboreus, Bombus frigidus, và Bombus mixture, tất cả đều tập trung ở Tây Bắc Mỹ và Bắc Cực Châu Âu.

## Ảnh hưởng của biến đổi khí hậu
Ở dãy núi Rocky, Hoa Kỳ, nhiều loài thực vật bản địa bao gồm hoa với các loài hoa thon dài. Với nguồn tài nguyên phong phú, B. balteatus có thể là một loài chiếm ưu thế trong hệ sinh thái. Tuy nhiên, ong vò vẽ trên núi Rocky, bao gồm B. balteatus và Bombus sylvicola, đã cho thấy sự thay đổi về sự phong phú và phạm vi tìm kiếm thức ăn khi nguồn tài nguyên mật từ hoa hình ống dài đang suy giảm ở độ cao cao hơn; chúng cũng xuất hiện xu hướng về lưỡi ngắn hơn 40 năm qua. Đây là dấu hiệu cho thấy sự thay đổi thích hợp điều kiện thức ăn; Mặc dù loài ong này được coi là có tính năng cao nhờ lưỡi dài, nhưng hiện tại nó đang thích nghi với thức ăn các loại trên phạm vi rộng hơn với các loài thực vật khác nhau. Di cư bởi những con ong vò vẽ lưỡi ngắn ở địa hình có độ cao lớn hơn, cũng như sự gia tăng số lượng cá thể Bombus balteatus có lưỡi ngắn hơn, đã xảy ra do sự nóng lên và biến đổi khí hậu. Điều này tạo ra sự cạnh tranh mới đối với loài B. balteatus trong dài hạn vì nguồn tài nguyên hoa trở nên hạn chế.